# Долни Бадін
Долни Бадін (словац. Dolný Badín) — село в окрузі Крупіна Банськобистрицького Словаччини. Площа села 6,24 км². Станом на 31 грудня 2017 року в селі проживав 251 житель.

## Історія
Перші згадки про село датуються 1135 роком.